# Matthias Pier
Matthias Pier (Nackenheim, 22 de julho de 1882 – Heidelberg, 12 de setembro de 1965) foi um químico alemão. Conhecido internacionalmente pelo desenvolvimento da produção de metanol em grande escala a partir do gás de síntese e do processo de Bergius-Pier para a liquefação do carvão (ver também gasolina sintética alemã).

## Vida
Pier frequentou o ginásio em Mainz e estudou química na Universidade de Heidelberg, Universidade de Jena e Universidade de Berlim. Obteve um doutorado em físico-química, orientado por Walther Nernst. A partir de 1910 trabalhou na Zentralstelle für wissenschaftlich-technische Untersuchungen em Neubabelsberg e trabalhou com processos de pressão catalítica (explosivos). A partir de 1920 trabalhou na BASF em Ludwigshafen e a partir de 1927 foi diretor autorizado da IG Farben, sendo a partir 1934 alçado ao cargo de diretor. Em janeiro de 1946 foi preso pela então administração militar e foi detido até novembro de 1947 em diversas prisões. Sua aposentadoria pela BASF ocorreu em janeiro de 1949.

## Honrarias
Pier recebeu diversas condecorações e premiações, entre outras a Medalha Carl Engler (1936), a Goethe-Medaille für Kunst und Wissenschaft e a Medalha DECHEMA. Foi eleito em 1942 membro da Academia Leopoldina.

## Associações
Em junho de 1933 associou-se ao Stahlhelm, Bund der Frontsoldaten e em maio de 1937 associou-se ao Partido Nacional Socialista dos Trabalhadores Alemães (NSDAP). 